# Ghana na Letních olympijských hrách 1972
Ghana se účastnila Letní olympiády 1972 v německém Mnichově. Zastupovalo ji 35 sportovců ve 3 sportech, 33 mužů a dvě ženy. 

## Medailisté
| Medaile | Jméno          | Sport | Disciplína              |
| ------- | -------------- | ----- | ----------------------- |
| Bronz   | Prince Amartey | Box   | Váha střední - do 75 kg |